# Saison 8 de PJ
Chronologie
Saison 7 de PJ Saison 9 de PJ
Cet article présente le guide des épisodes de la saison 8 de la série télévisée PJ.

## Épisode 1:Intention de tuer
- Numéro : 74 (8.1)
- Scénaristes : Robin Barataud et Jean Reynard
- Réalisateur : Gérard Vergez
- Première diffusion : 
  -  France : 9 avril 2004 sur France 2
- Invités : Christophe Aquilon : Stéphane, Mata Gabin : Sabine Armoris, Albert Goldberg : Louison Foresti, Sophie-Charlotte Husson : Delphine Esterhazy, de l'IGS, Catherine Berriane : Yannick Melchior, Jean-François Fagour : Docteur Armoris, Cédric Delsaux : le médecin, Frédéric Menut : Ponsardin, Kevin Kassabi : Fausto, Vincent Bowen : a determiner
- Résumé : Après une poursuite mouvementée, Nadine se retrouve seule face à un voyou armé d'un couteau. Quand le malfrat tente de la poignarder, elle vise l'épaule, tire et blesse mortellement l'homme. Agathe trouve sa collègue effondrée. Nadine a tiré à une distance de 4 mètres et il sera difficile d'invoquer la légitime défense. D'autre part, la pharmacienne de Médic-Action, société de bienfaisance, a été retrouvée sauvagement battue par un client. Il s'avère qu'elle donnait des médicaments gratuitement aux défavorisés du quartier.

## Épisode 2:Jeux de mains
- Numéro : 75 (8.2)
- Scénaristes : Fabienne Facco et Armelle Robert
- Réalisateur : Étienne Dhaene
- Première diffusion : 
  -  France : 16 avril 2004 sur France 2
- Invités : Patrick Floersheim : Roger Meunier, Amine Becili : Jérémie Meunier, Isabelle Vitari : Catherine Lussac, Lounès Tazairt : Brahim, Myriam Loucif : Fatia, Lyia Terki : Souad Metkal, Anne-Marie Bisaro : l’interprète
- Résumé : Un sourd-muet mineur, qui vend de menus objets dans un cybercafé, fait aussi les poches des clients. Agathe et Alain l'interpellent et cherchent à identifier son commanditaire. L'adolescent, orphelin qui vit chez son oncle, aurait fugué il y a deux mois. Par ailleurs, un homme d'origine marocaine débarque en affirmant que ses enfants ont disparu. La coupable est la mère des enfants, répudiée et renvoyée au pays par son mari qui a conservé les papiers de son ex-épouse et les enfants. Bernard et Franck s'en occupent.

## Épisode 3:Vengeance passive
- Numéro : 76 (8.3)
- Scénariste : Bernard Jeanjean
- Réalisateur : Étienne Dhaene
- Première diffusion : 
  -  France : 23 avril 2004 sur France 2
- Invités : Philippe Nahon : Maxime Beauchamps, Pauline Bureau : Emma Dumont, Jean-Pierre Sanchez : Nasser Bensoussan, Mathieu Lagarrigue : Détective Oscar Castillan, Jean-Claude Durand : Didier Dumont, Camille de Sablet : Karine, Julien Cigana : Stevie, Mildred Dufond de Laurentiis : Nabila, Abdel Halis : Mario, Tonio Descanvelle : client du cyber café
- Résumé : Karine et Stevie, deux voyous, agressent au cutter Maxime Beauchamps, un retraité, en pleine rue avant de se rendre chez lui pour le cambrioler. Cependant l'homme ne semble pas pressé d'aider les enquêteurs. La police découvre qu'on lui a dérobé une arme à feu et des cartouches piégées, si bien que le fusil risque d'exploser aux mains de son utilisateur. Pendant ce temps, Emma, jeune étudiante, se plaint auprès de Bernard d'être suivie par un motard depuis plusieurs jours. Celui-ci s'enfuit à l'approche du policier, mais est vite interpellé. La fille, Emma, a récemment été victime d'un cambriolage et est en conflit ouvert avec son père, lequel s'avère être le professeur de Nasser, le motard...

## Épisode 4:Jour de grève
- Numéro : 77 (8.4)
- Scénariste : Jean-Luc Nivaggioni
- Réalisateur : Gérard Vergez
- Première diffusion : 
  -  France : 30 avril 2004 sur France 2
- Invités : Donatienne Dupont : Cora, Soizic Deffin : la fille de Cora, Marie Adam : Brigitte, Laurent Arnal : Capitaine Levine, Julien Lucas : Monsieur Massari, Anne Bouvier : Anne-Lorraine du speed dating, Robby Kimvula : Nico, Isabelle Ronayette : Alexandra, Clarisse Tennessy : la conquête de Léonetti au speed dating, Audrey Vernon : la vendeuse, Anne Barrandon : Anne, André Blancard : André, Sofiane Amokrane : Sofiane
- Résumé : Alexandra accuse Massari, un autostoppeur, de l'avoir menacée et agressée avec un couteau. En voulant lui échapper, elle a brusquement ouvert sa portière et un jeune en roller a été percuté et grièvement blessé. Entretemps, l'agresseur a pris la fuite. Bernard et Agathe le retrouvent facilement. L'homme nie tout et une confrontation est organisée. D'autre part, Nicolas, le fils d'Alain âgé de 13 ans, a fabriqué de fausses cartes à puce, et est placé en garde à vue par le capitaine Levine, d’un autre commissariat. Il s'avère qu'il travaille pour un gang que la PJ recherche depuis des mois.

## Épisode 5:Côté jardin
- Numéro : 78 (8.5)
- Scénaristes : Gilles-Yves Caro et Corinne Elizondo
- Réalisateur : Gérard Vergez
- Première diffusion : 
  -  France : 7 mai 2004 sur France 2
- Invités : Daniel Hanssens : Babar, Jean-Pierre Durand : André, le gardien, Donatienne Dupont : Cora, Bass Dhem : Moussa, Tino Locko : Samba Coly, Laurentine Milébo : Sia Coly, Irène Tassembedo : Lala Nioro, Emmanuel Avena : le SDF, Anne Barrandon : Anne, André Blancard : André, Sofiane Amokrane : Sofiane, Luc Fouliard : Luc
- Résumé : Un SDF a été blessé en tentant d'empêcher un inconnu de saccager à la hache les jeux pour enfants dans un jardin public. Agathe et Franck organisent une planque dans le parc. Franck en profite pour faire sa demande en mariage et annoncer qu'il quitte la P.J. Ils assistent à une altercation entre le jardinier du square et plusieurs adolescents. D'autre part, Samba, un petit d'origine africaine, a été admis d'urgence à l'hôpital pour terribles maux de ventre. On suspecte un empoisonnement à l'arsenic. Transporté à l'hôpital, il dit avoir mal depuis qu'il a mangé le goûter au chocolat que lui avait préparé sa mère.

## Épisode 6:Marchand de sommeil
- Numéro : 79 (8.6)
- Scénaristes : Jeffrey Frohner et Laurent Salgues
- Réalisateur : Gérard Vergez
- Première diffusion : 
  -  France : 14 mai 2004 sur France 2
- Invités : Marie-Philomène Nga : la greffière, Alain Dzukam Simo : Pierre Bergeron, Eric Godon : Alex Mouliet, Françoise Muranyi-Kovacs : Laurence Delandre, Marc François : Monsieur Séraphin, Barbara Chossis : Iris, Manon Elia : Valentine, Nadège Beausson-Diagne : Tina, Anne Barrandon : Anne, Luc Fouliard : Luc, André Blancard : André, Sofiane Amokrane : Sofiane, José Ribera : José, Hassan Koubba : Hassan
- Résumé : Un passant est brutalement attaqué en pleine rue. Nadine et Franck enquêtent. Une jeune femme, Laurence Delandre, qui tient une boutique de fleurs refuse d'abord de témoigner, puis finit par dénoncer une brute épaisse du quartier, un certain Alex. D'autre part, un propriétaire appelé Séraphin, porte plainte contre Iris, une de ses locataires, qui l'aurait agressé alors qu'il lui réclamait le paiement du loyer. Mais cette dernière, une étudiante agressive, débarque comme une furie à la P.J. pour porter plainte contre lui, qui aurait tenté d'abuser d'elle. Bernard et Agathe découvrent que Séraphin est un « marchand de sommeil » qui loue des taudis au prix fort à des jeunes femmes sans-papiers. Il semble exiger des faveurs sexuelles en échange du non-paiement des loyers.

## Épisode 7:Violences
- Numéro : 80 (8.7)
- Scénaristes : Robin Barataud et Jean Reynard
- Réalisateur : Gérard Vergez
- Première diffusion : 
  -  France : 22 octobre 2004 sur France 2
- Invités : Emmanuel Karsen : Jean-Patrick Renier, Michaël Tissier : Lilian Constantini, Patrick Lambert : le père de Jérôme, Julien le Gallou : Jérôme, Romain Torres : Julien, Arthur Dupont : Didier, Zizek Belkebla : Mehmet, Baya Belal : Madame Alilovitch, Tinam Liepa : Fata Alilovitch, Marco Bisson : le gérant, Nadège Beausson-Diagne : Tina, Anne Barrandon : Anne, Luc Fouliard : Luc, André Blancard : André, Sofiane Amokrane : Sofiane, José Ribera : José, Hassan Koubba : Hassan
- Résumé : Bernard, Alain et Nadine interpellent deux voleurs à la portière, à la suite de l'agression très violente d'une femme. Les jeunes criminels sont des « hardgamers », adeptes de jeux vidéo violents et ne faisant pas la différence entre violence virtuelle et réelle. Ils semblent être manipulés par un adulte. D'autre part, Agathe et Franck s'occupent de l'affaire d'une lycéenne de 17 ans, Fata, musulmane d'origine bosniaque, qui a reçu de l'acide sur le visage et risque de rester défigurée. Les deux policiers suspectent Didier, l'ex-petit ami de la victime. Ils découvrent que la fille a été mariée de force par sa famille à Mehmet, un homme du village d'origine de ses parents, mais n'aime que Didier. Quant à Franck Lamougies, il quitte Paris pour Dijon.

## Épisode 8:Infiltrations [1/2]
- Numéro : 81 (8.8)
- Scénaristes : Fabienne Facco et Armelle Robert
- Réalisateur : Gérard Vergez
- Première diffusion : 
  -  France : 29 octobre 2004 sur France 2
- Invités : Marcel Cuvelier : Christian, Jenny Bellay : Colette, Matthieu Boujenah : William Contini, Corinne Masiero : Éliane Contini, Thierry Nenez : Vatel, Philippe Awat : Commandant Brocca, de la BRI, Michel Carliez : Joueur 1, Claudia Tagbo : la directrice de Faber's, Anne Barrandon : Anne, Nadège Beausson-Diagne : Tina, Sofiane Amokrane : Sofiane, André Blancard : André, Luc Fouliard : Luc, José Ribera : José, Hassan Koubba : Hassan
- Résumé : Vincent, qui a quitté la PJ pour la BRI, tente d'infiltrer un dangereux gang de braqueurs de fourgons blindés. Ayant pris l'identité d'un ancien casque bleu devenu convoyeur de fonds, Vincent fait la connaissance de Vatel, le cerveau du gang. Vatel lui propose d'entrer dans l'équipe en vue d'un gros casse. Mais l'arrivée dans le gang du jeune William Contini, que Vincent et Bernard ont arrêté deux ans auparavant, risque de tout faire échouer, bien que Vincent ait fort changé, ayant laissé pousser bacchantes et moustache. Par ailleurs, à la suite d'un appel pour vol dans un immeuble, Nadine et Alain découvrent une plantation de cannabis dans les caves de celui-ci. Il s'avère que plusieurs couples de retraités s'adonnent à la cannabiculture dans lesdites caves.

## Épisode 9:Fatale vision [2/2]
- Numéro : 82 (8.9)
- Scénaristes : Corinne Elizondo et Murielle Magellan
- Réalisateur : Gérard Vergez
- Première diffusion : 
  -  France : 5 novembre 2004 sur France 2
- Invités : Jalil Naciri : Rayann Bakir, Marie-Julie Baup : Vanessa, Sabri Lahmer : Marco, Rodolfo De Souza : Da Silva, Slony Sow : Gary, Ali Yaya : Wahid, Michel Masiero : chef de voiture, Thierry Nenez : Vatel,  Claudia Tagbo : la directrice de Faber's, Anne Barrandon : Anne, Nadège Beausson-Diagne : Tina
- Résumé : Une relation de confiance s'est instaurée entre Vatel et Vincent. Celui-ci convainc même le braqueur de partir avec lui, espérant ainsi l'arrêter sans effusion de sang. Mais Brocca, le patron de la BRI, a décidé de maintenir ses troupes d'élite en état d'alerte et espère une arrestation en flagrant délit. L'opération rate, Vatel s'échappe et Vincent, démasqué, est sauvé in extremis par Rayann, un membre de la BRI. Furieux, Vincent regagne la PJ Saint-Martin avec l'impression d'être dorénavant une cible pour Vatel. D'autre part, Laurent, le patron du bar d'en face, a été agressé la nuit et son bar saccagé.

## Épisode 10:Enfants de chœur
- Numéro : 83 (8.10)
- Scénariste : Bernard Jeanjean
- Réalisateur : Gérard Vergez
- Première diffusion : 
  -  France : 12 novembre 2004 sur France 2
- Invités : Swann Arlaud : Luc Faillard, Anne Benoît : Françoise Faillard, Bernard Llopis : Monsieur Berrier, Sybille Blouin : Madame Berrier, Hervé Pierre : Père Cyril, Olivier Sabin : Commandant Royer, de l’OCBC, Karim Seghair : Charbonneau, Thierry Nenez : Vatel, Pierre Zaoui : Galzki, Daniel Carraz : Marquès, Nadège Beausson-Diagne : Tina, Sofiane Amokrane : Sofiane, Anne Barrandon : Anne, André Blancard : André, Luc Fouliard : Luc, José Ribera : José, Hassan Koubba : Hassan
- Résumé : Vincent et Agathe sont chargés d'enquêter sur le vol d'une statue de la Vierge qui a eu lieu à l'église Saint-Martin. Leurs soupçons se tournent tout d'abord vers Luc Faillard, étudiant aux Beaux-Arts et veilleur de nuit à l'église. Mais le curé, qui a passé la nuit hors de son presbytère et refuse de dire où, fait aussi un excellent suspect. Très vite, l'arrestation, de concert avec l'OCBC, d'un malfaiteur dirige les recherches dans la direction d'une certaine Françoise Faillard et du curé. D'autre part, un pavé a été jeté dans la fenêtre d'une chambre où dormait un bébé. Le père, Charbonneau, fou furieux, accuse puis agresse un commerçant ennemi de longue date, Antoine Berrier, qui semble être à la tête d'un clan familial de type mafieux.

## Épisode 11:Le Fusible
- Numéro : 84 (8.11)
- Scénariste : Gilles-Yves Caro
- Réalisateur : Gérard Vergez
- Première diffusion : 
  -  France : 19 novembre 2004 sur France 2
- Invités : Thierry Ragueneau : Commissaire Hofmann, de l'IGS, John Arnold : Jean-Jacques Petit, Marie Mergey : Madame Petit, Thierry Levaret : Toni Romero, Georges Siatidis : Christian Lenoir, Édith Le Merdy : Martine, Xavier Rothmann : mineur du parking, Sofiane Amokrane : Sofiane, Anne Barrandon : Anne, André Blancard : André
- Résumé : Arrivée au poste de police, Agathe entend un coup de feu et découvre Alain Porret inanimé, une balle dans la tête, mais toujours vivant. L'Inspection générale des services envoie sur place le divisionnaire Hofmann pour déterminer s'il y a eu accident ou tentative de suicide. Or, Hofmann a eu des rapports tendus avec Porret par le passé ; il cherche à dévaloriser Porret en soutenant la thèse du policier faible et suicidaire. D'autre part, Bernard, Agathe et un groupe de policiers doivent intervenir pour protéger des jeunes, agressés et menacés d'être brûlés vifs par une bande adverse puissamment armée et dirigée par Tony Romero, un gitan. Enfin, en cette sombre journée, le lieutenant Rayann Bakir fait son entrée pour remplacer Franck Lamougies.

## Épisode 12:Le Revenant
- Numéro : 85 (8.12)
- Scénariste : Gilles-Yves Caro
- Réalisateur : Gérard Vergez
- Première diffusion : 
  -  France : 26 novembre 2004 sur France 2
- Invités : Charlotte Maury-Sentier : Simone Meurteaux, Jordy Serras : Michel Weil, Sylvain Cecchini : David Mounabi, Karina Testa : Lisa Mounabi, Jany Gastaldi : Suzanne, Arnaud Gidoin : Colas, Robby Kimvula : Nico, Frédéric Largier : homme, Nadège Beausson-Diagne : Tina, Sofiane Amokrane : Sofiane, Marie-Amélie Aubert : Marie-Amélie, Anne Barrandon : Anne, Luc Fouliard : Luc, Hassan Koubba : Hassan, José Ribera : José
- Résumé : En sortant de chez lui, un dentiste, Michel Weil, se fait agresser et menacer de mort par un motard. Weil comprend qu'on en veut à sa cohabitation avec une jeune femme, Lisa Mounabi. Celle-ci a un frère doté d'un casier judiciaire bien fourni et considéré dangereux. Rayann et Chloé tentent de résoudre l'affaire et pensent que le frère aurait commandité l'agression. Meurteaux, rattrapé par son alcoolisme, fait peur à voir et en arrive à travailler couché dans son bureau. De plus le torchon brûle entre Chloé et Rayann. Quant à Alain Porret, il va mieux.